# Conocybe dunensis
Conocybe dunensis är en svampart som beskrevs av T.J. Wallace 1960. Conocybe dunensis ingår i släktet Conocybe och familjen Bolbitiaceae.  Artens status i Sverige är: Ej påträffad. Inga underarter finns listade i Catalogue of Life.